# Волков, Борис Юрьевич
Борис Юрьевич Волков (род. 14 июля 1987, Москва) — российский продюсер, медиаменеджер, журналист. лауреат ТЭФИ. Генеральный продюсер «ПЦ НОЖИ» — продакшена телеканала Пятница, который производит шоу «Пацанки», «Адский Шеф», «Четыре свадьбы», «Большие девочки» и другие проекты телеканала.

## Биография
В 2001 Борис Волков начал учиться в ШЮЖ (Школа юного журналиста) при факультете журналистики МГУ им М. В. Ломоносова, где посещал сразу три направления: литературная критика, кинокритика и PR. В 2009 окончил международное отделение факультета журналистики МГУ им. М. В. Ломоносова, а в 2012 году уже защитил кандидатскую диссертацию по испанской прессе, на которой специализировался. Научным руководителем выступил легенда журналистики — Ясен Николаевич Засурский.
При написании диплома и кандидатской диссертации Волков посещал Испанию, где стажировался на факультете журналистики (Facultad de Ciencias de la Información) мадридского университета Комплутенсе (Universidad Complutense de Madrid). Для своего исследования брал интервью у различных испанских профессоров и знаменитых журналистов, в том числе главного редактора газеты «Марка» (Marca) Оскара Кампильо.
В 2006 году Борис женился на специалисте по брендингу Анастасии Зарубежновой, в 2010 году у пары родилась дочь Софья.

## Карьера
Борис Волков работает на телевидении с 2005 года. Уже параллельно с учёбой начал работать на НТВ+ Футбол в редакции Василия Уткина и Дмитрия Федорова (телепередача Футбольный клуб). Борис выступал редактором, корреспондентом, колумнистом шоу «90 минут», репортером в прямом эфире, вместе с Романом Гутцайтом несколько лет вел передачу «Журнал Лиги Чемпионов», которая выходила на НТВ
С 2009 года Борис Волков начинает заниматься продюсированием.
С 2013 года ведет собственную авторскую программу-интервью «Двое на кухне, не считая кота», которая выходит сразу на большом количестве региональных каналов, среди которых «Первый Ярославский», «12 канал» (Омск), «10 канал» (Новокузнецк), СТВ (Сургут) и других. Гостями программы становятся знаменитые актёры, режиссёры, музыканты (Сергей Юрский, Вениамин Смехов, Сергей Гармаш, Гарри Бардин, Ирина Пегова, Юлия Рутберг, Андрей Максимов, Анна Ардова, Михаил Полицеймако, Юлия Пересильд, Иван Вырыпаев, Евгений Маргулис, Евгений Сюткин, Максим Дунаевский и другие).
В 2016 году Борис присоединяется к команде телеканала Пятница.
В первые же два года становится креативным продюсером двух успешных шоу. Первое — оригинальное шоу Пятницы «Инстаграмщицы», которое в 2017 году было представлено на международном телерынке MIPTV в Каннах и впоследствии в 2020 году первым из российских шоу продано платформе Amazon Prime. Второе — «Утро Пятницы», которое выходило в итоге восемь сезонов, стало одним из самых коммерчески успешных шоу в истории телеканала Пятница и в 2019 выиграло ТЭФИ в категории «Лучшая утренняя программа».
В 2018 придумывает формат бизнес-реалити «Теперь я босс!», который Пятница производит в партнерстве со Сбером уже более пяти лет. Реалити-шоу трижды получило премию ТЭФИ Капитал как лучшая телепрограмма в бизнес-тематике, на данный момент вышло более 50 выпусков шоу. Борис Волков лично продюсирует и развивает эту программу. С годами у шоу появляются ответвления «Теперь я босс! Баттл» и «Теперь я босс! Под прикрытием». Презентация формата последнего состоялась в 2023 году в метавселенной.
В числе оригинальных форматов Бориса Волкова для телеканала Пятница также «Регина+1», за ведение которого Регина Тодоренко получила ТЭФИ как «Лучшая ведущая утренней программы», «Доктор Бессмертный» со знаменитым педиатром Алексеем Бессмертным, «Поворот на 180», «Везунчики» и другие.
В 2018 году совместно со студентами журфака МГУ разрабатывает формат шоу «Мейкаперы», в котором талантливые визажисты борются за звание лучшего в стране. В финале первого и второго сезона почетным гостем шоу становится одна из самых известных визажистов в мире — Вел Гарлан.
В 2020 году Борис Волков становится генеральным продюсером ПЦ Ножи — производящей студии телеканала Пятница. Начинает отвечать за производство таких хитов, как «Пацанки», «Адская Кухня», «Четыре свадьбы» и др. Уже в 2021 году в два раза увеличивает количество производимых выпусков шоу «Четыре свадьбы», а к 2023 году доводит это количество до 29 выпусков в год, включая международные выпуски «Четырех свадеб» из Турции, Казахстана и других стран. В 2022 году Борис Волков вместе с генеральным продюсером Пятницы Сергеем Евдокимовым переформатируют шоу «Адская кухня» в проект «Адский шеф», который начинает выходить с ещё более высокими рейтингами.
С 2021 года Борис Волков производит и продюсирует шоу также и для телеканала Суббота. Среди прочего выступает креативным продюсером и автором адаптаций шоу «Моя жена рулит» (формат My wife rules) и «Криминальные детективы» («Crime scene kitchen»), а также придумывает формат коммент-шоу «Богиня свиданий», который в 2023 году выходит параллельно на Пятнице и Субботе.
Также производит шоу для Premier. В частности, психологический стенд-ап Михаила Лабковского «Хочу и Буду».
В 2023 году на Пятнице начинает выходить спродюсированное Борисом Волковым и произведенное ПЦ Ножи шоу «4 жены», которое выдерживает прайм и собирает высокие рейтинги.
В 2024 году выходит новое большое реалити-шоу «Большие девочки», где девушки с лишним весом стараются похудеть и прийти к лучшей версии себя. Борис Волков уговаривает стать главным наставником «лагеря похудения» знаменитого тренера Этери Тутберидзе.
С 2016 году Борис Волков выступил креативным продюсером более, чем 30 телепроектов телеканалов Пятница, Суббота и платформы Premier и наряду с коллегами по Пятнице Николаем Картозией и Сергеем Евдокимовым является одним из самых успешных продюсеров телевизионных шоу в стране.

## Продюсирование проектов
Пятница
- Утро Пятницы (ТЭФИ 2019 — номинация «Лучшая утренняя программа»)
- Инстаграмщицы
- Регина+1
- Теперь я босс!
- Теперь я босс! Баттл
- Теперь я босс! Под прикрытием
- Везунчики
- Поворот на 180
- Доктор Бессмертный
- Мейкаперы
- Генеральная уборка
- Shit и меч
- Такие родители
- На ножах
- Я твое счастье
- Умный дом
- Рабы любви
- Орел и решка. Россия
- Пацанки (ТЭФИ 2017 — номинация «Реалити-шоу», премия «Лучшие социальные проекты» — четыре года подряд, начиная с 2020 года)
- Большие девочки (премьера в 2024 году)
- На ножах
- Тревел-Баттл
- Четыре свадьбы
- Четыре жены
- Кулинарные детективы
- Рабы любви
- Две девицы на мели
- Детектор
- Адский шеф
- Руссо экспрессо

Суббота
- Богиня Свиданий
- Богиня Шоппинга
- Кулинарные детективы
- Моя жена рулит
- Доктор твоего счастья

Premier
- Хочу и буду!
- Блеф
- Краш